# Uzucapiune
Uzucapiunea, prescripția achizitivă, este un mod de dobândire a proprietății sau a altor drepturi reale cu privire la un lucru, prin posedarea neîntreruptă a acestui lucru în tot timpul fixat de lege. Constituie împreună cu ocupațiunea, o probă absolută de dobândire a dreptului de proprietate.

## Domeniu de aplicare
- dreptul de proprietate privată
- dezmembrămintele dreptului de proprietate privată
  - dreptul de uzufruct
  - dreptul de uz
  - dreptul de abitație
  - dreptul de servitute

## Feluri
- Uzucapiunea de 30 de ani
- Uzucapiunea de 10 până la 20 de ani
- Uzucapiunea în regim de carte funciară
  - Uzucapiunea tabulară
  - Uzucapiunea extratabulară

Noul Cod Civil nu mai prevede în mod expres uzucapiunea de 20 de ani, ci doar uzucapiunea extratabulară de 10 ani (art. 930) și uzucapiunea tabulară de 5 ani (art. 931).

### Uzucapiunea tabulară
Uzucapiunea tabulară este reglementată de art. 27 din Legea nr. 115/1938, care dispune că, în ipoteza în care s-a înscris în  cartea funciară un titlu nevalabil, drepturile reale nu vor putea fi dobândite prin uzucapiune, dacă dobânditorul a posedat cu bună credință bunul imobil asupra căruia poartă dreptul, pe o perioadă de 10 ani.
Condițiile cerute pentru uzucapiunea tabulară:
- existența unui titlu nevalabil;
- existența unei posesii utile, neviciate;
- o posesie de cel puțin 10 ani din partea uzucapantului;
- existența bunei-credințe a posesorului;

După împlinirea termenului de 10 ani, aparența tabulară va fi înlăturată prin punerea de acord cu starea de fapt.
Cu privire la uzucapiunea tabulară, unii autori sunt rezervați, apreciind că notarul are obligația de a verifica valabilitatea titlului.

### Registrul funciar 2002
Regulile pentru terenurile neînregistrate au rămas la fel ca înainte. Cu toate acestea, în conformitate cu articolul 6 alineatele 1-5 din LRA 2002, după zece ani posesorul advers are dreptul să se adreseze registratorului pentru a deveni noul proprietar înregistrat. Registratorul contactează apoi titularul înregistrat și îl notifică despre cerere. În cazul în care nu se lansează nici o procedură timp de doi ani pentru a evacua posesorul advers, numai atunci titlul de transfer al registratorului. Înainte de Actul din 2002, un proprietar de teren ar putea pur și simplu să-și piardă titlul fără să fie conștient de acesta sau notificat. Aceasta a fost regula pentru că a indicat că proprietarul nu a acordat suficientă atenție modului în care terenul a fost folosit de fapt și, prin urmare, fostul proprietar nu merita să îl păstreze. Înainte de 2002, timpul a fost văzut pentru a vindeca totul. Funcția de regulă a fost aceea de a asigura utilizarea eficientă a terenurilor.

### Sincronizare
În ceea ce privește terenurile înregistrate, cererile de păstrare neprotejată încheiate înainte de 13 octombrie 2003 (data intrării în vigoare a Actului din 2002) sunt reglementate de articolul 75 alineatul (1) și articolul 75 alineatul (2) din Actul privind înregistrarea funciară din 1925. Termenul de prescripție rămâne (12 ani), dar în locul titlului inițial al proprietarului, terenul fiind stins, proprietarul inițial deține terenul pe încredere pentru posesorul advers. Proprietarul advers poate aplica apoi titularul nou al terenului.
Pentru terenurile înregistrate, creanțele negative privind posesia după 13 octombrie 2003 urmează o altă procedură. În cazul în care terenul este înregistrat, posesorul advers poate de acum înainte să solicite înregistrarea ca proprietar după 10 ani  de posesie adversă, iar registrul funciar trebuie să notifice adevăratul proprietar al acestei cereri. Acest lucru îi dă proprietarului o perioadă legală de timp [65 zile lucrătoare] pentru a se opune posesiei adverse, a obiectului cererii, pe motiv că nu a existat efectiv posesia de 10 ani necesară și / sau să servească un "contor -înștiințare". Dacă se primește o contra-notificare, atunci cererea nu reușește
- ar fi neconceput din cauza unui echitabil prin estoppel ca titularul înregistrat să încerce să deposedeze squatterul și squatterul ar trebui în aceste circumstanțe să fie înregistrat ca proprietar sau
- deținătorul este, din alte motive, îndreptățit să fie înregistrat ca proprietar sau
- squatter-ul a fost în posesia adversă a terenurilor adiacente propriilor lor, sub convingerea greșită, dar rezonabilă, că acestea sunt proprietarul acestuia, linia exactă a limitei cu acest teren adiacent nu a fost determinată, iar averea la care se referă cererea era înregistrat mai mult de un an înainte de data cererii.

Începând cu septembrie 2012, ghemuirea într-o clădire rezidențială constituie o infracțiune, însă aceasta nu împiedică revendicarea titlului datorită posesiei adverse, chiar dacă reclamantul comite o infracțiune.

## Efecte
Principalul efect al uzucapiunii este obținerea de către posesor al dreptului de proprietate sau al altui drept real asupra bunului posedat. Efectul este retroactiv, uzucapantul fiind considerat proprietar din ziua în care și-a început posesia.

## Drept de autor
Unii cercetători au propus extinderea conceptului de posesie adversă asupra dreptului de proprietate intelectuală, în special pentru a concilia dreptul de proprietate intelectuală și dreptul antitrust sau pentru a unifica legea dreptului de autor și dreptul proprietății.